# ارنستو آلونسو
ارنستو رامیرز آلونسو (اسپانیایی: Ernesto Ramírez Alonso‎) هنرپیشه، تهیه‌کننده، کارگردان، فیلم‌بردار اهل مکزیک بود.

## گزیده فیلمشناسی
از فیلم‌ها یا برنامه‌های تلویزیونی که وی در آن حضور داشته‌است می‌توان به آثار زیر اشاره کرد.
- پگاه نو (۱۹۸۸)
- صلیب ماریسا کروسس (۱۹۷۱-۱۹۷۰)
- زندگی جنایت‌بار آرچیبالدو دلا کروز (۱۹۵۵)
- خانه عروسک (فیلم ۱۹۴۳) (۱۹۵۴)
- فراموش‌شدگان (۱۹۵۰)